# Fuentes de Béjar
Fuentes de Béjar ist ein Ort und eine westspanische Gemeinde (municipio) mit 244 Einwohnern (Stand: 2024) in der Provinz Salamanca in der Autonomen Region Kastilien-León.

## Lage
Fuentes de Béjar liegt etwa 80 Kilometer südlich von Salamanca und etwa 200 Kilometer westlich von Madrid in einer Höhe von ca. 910 m. Am Ostrand der Gemeinde führt die Autovía A-66 entlang. Das Klima im Winter ist kühl, im Sommer dagegen durchaus warm; die eher Niederschlagsmengen (ca. 838 mm/Jahr) fallen – mit Ausnahme der nahezu regenlosen Sommermonate – verteilt übers ganze Jahr.

## Bevölkerungsentwicklung
| Jahr      | 1970 | 1981 | 1991 | 2001 | 2011 | 2021 |
| Einwohner | 575  | 331  | 331  | 275  | 260  | 216  |

Der deutliche Bevölkerungsrückgang seit den 1950er Jahren ist im Wesentlichen auf die Mechanisierung der Landwirtschaft sowie auf die Aufgabe von bäuerlichen Kleinbetrieben und den damit einhergehenden Verlust an Arbeitsplätzen zurückzuführen (Landflucht).

## Sehenswürdigkeiten
- Kirche Mariä Reinigung (Iglesia de Nuestra Señora de la Purificación)

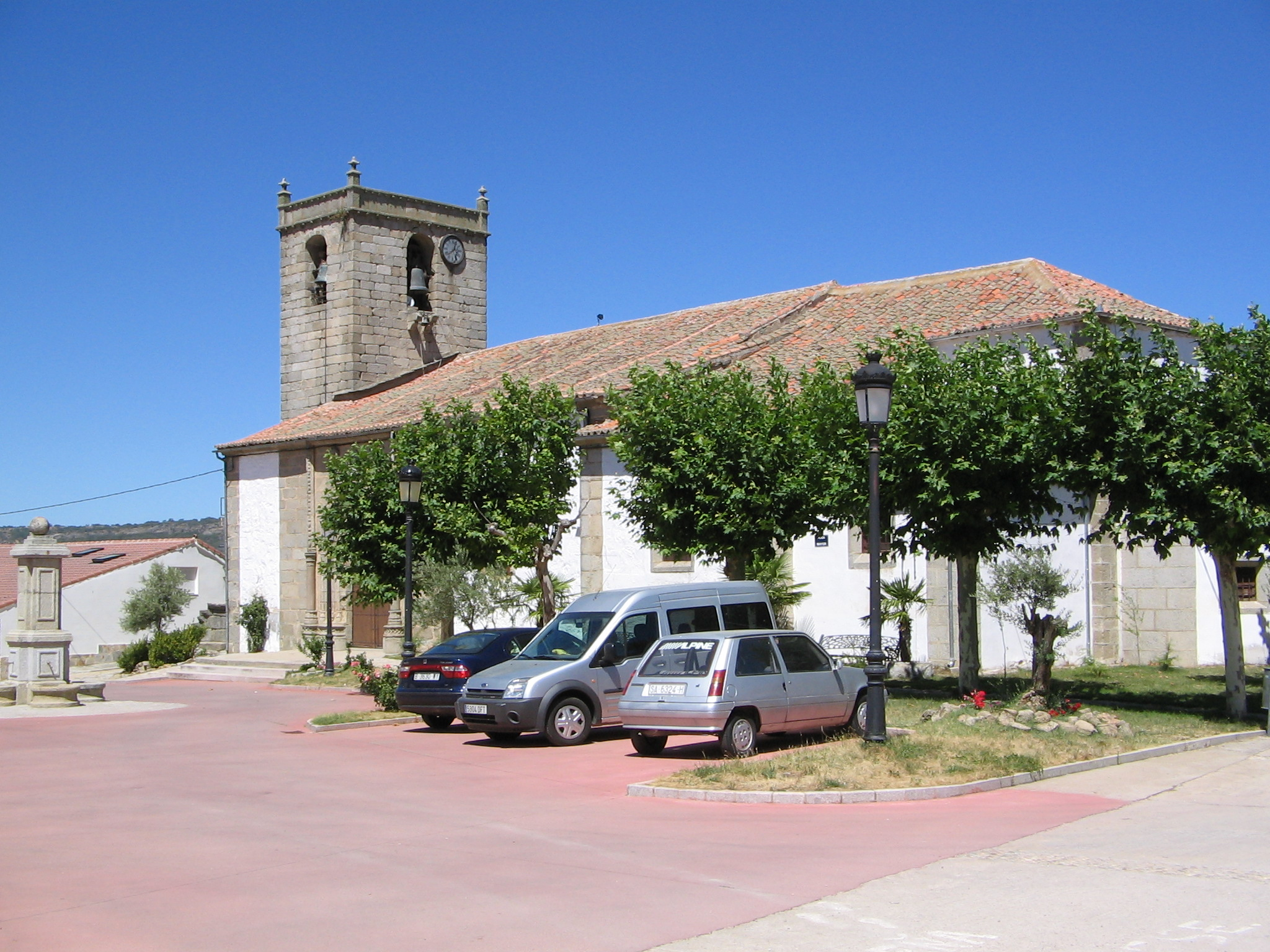
Kirche Mariä Reinigung